# Сіу (народ)
Сі́у (англ. Sioux, також: дако́та, лако́та — Ті, що Уклали Мир) — індіанський народ у США та Канаді. Резервації сіу розташовані на півночі США (Небраска, Міннесота, Південна Дакота, Північна Дакота, північний схід Монтани) та в південній Канаді (провінції Саскачеван і Манітоба).

## Організація
Проживали на захід від озера Мічиган (штати Міннесота і Вісконсин). До середини XVII століття займали територію біля озера Міль-Лак і далі на захід до річки Міссурі.

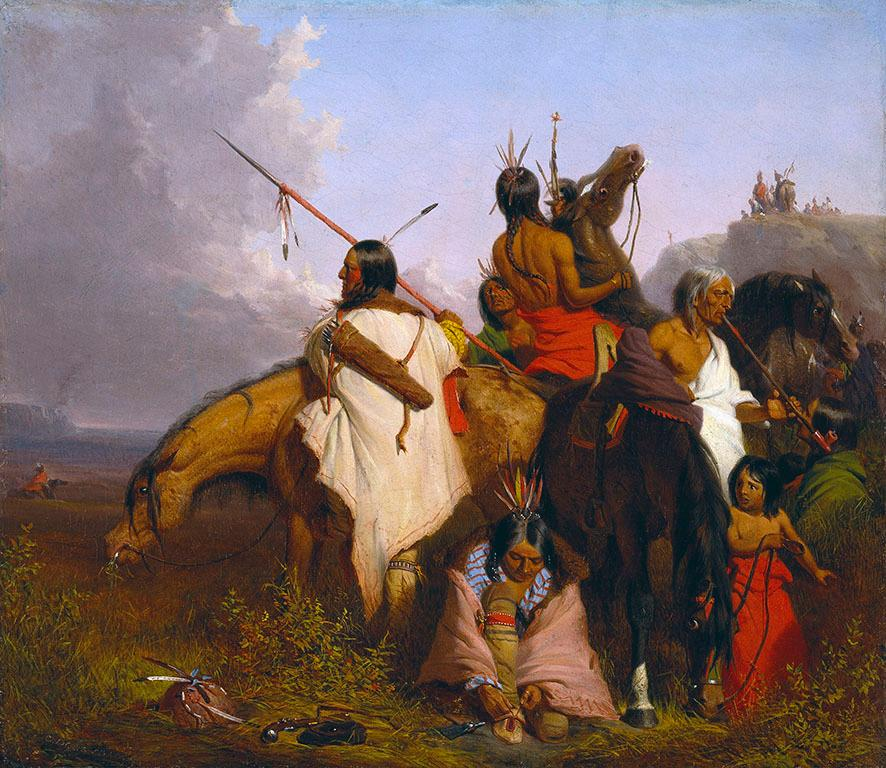
Група сіу

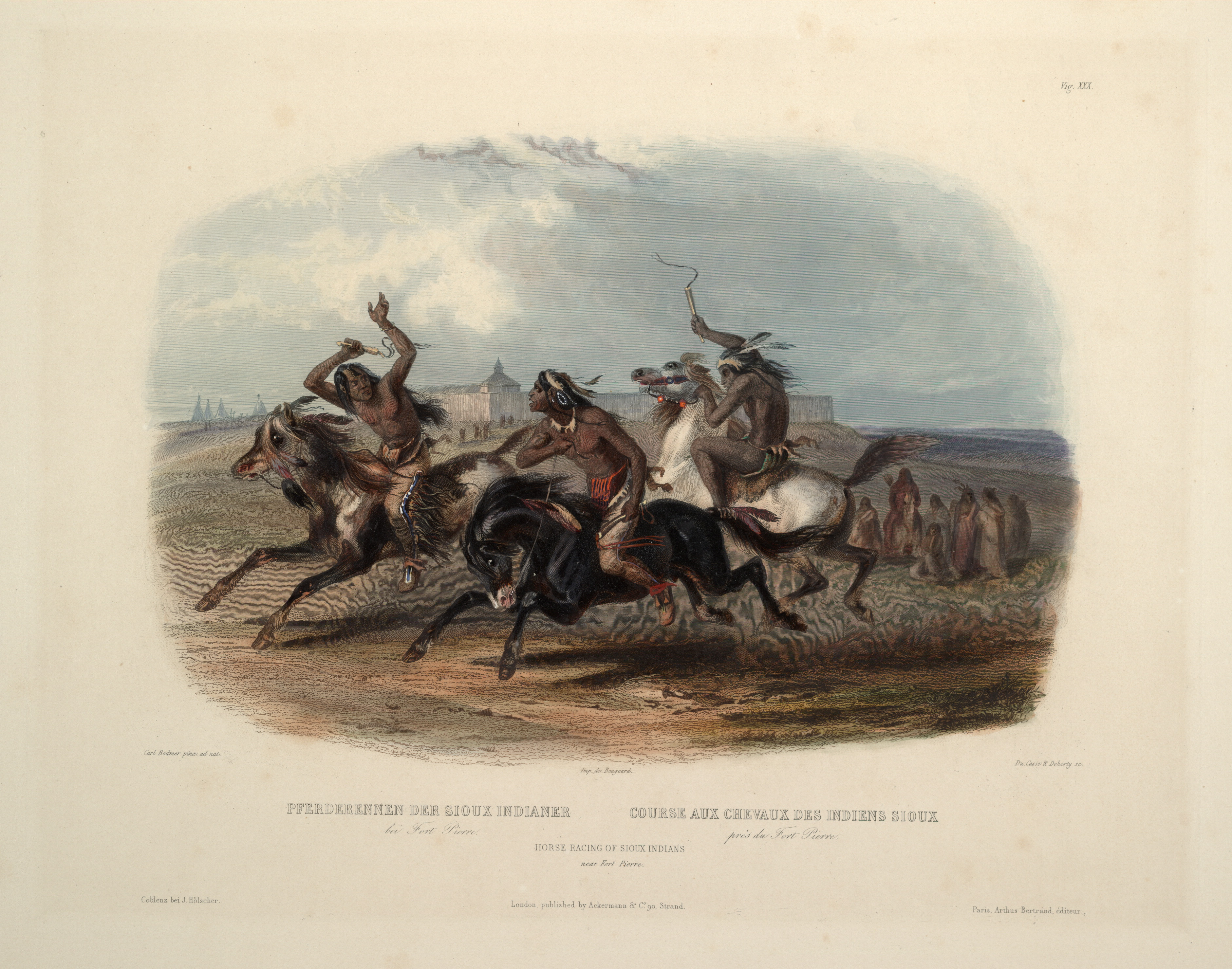
Скачки воїнів сіу

Займалися загінним полюванням на бізонів. У XVIII столітті під тиском озброєних вогнепальною зброєю оджибва і крі, а також через вилучення мисливських угідь торговими факторіями на річках Де-Мойн, Міссісіпі і Міссурі, поступово переселялися на захід. До середини XIX століття займали території на заході Міннесоти, півночі Айови, Північну і Південну Дакоту, схід Монтани і Вайомінгу, північний схід Небраски.
Ділилися на східних і західних дакота. До цього часу діляться на 3 групи, що складаються з 7 племен:
- Східні (Санті, Ісан'яті, Східні Дакота) — Мдевакантони, Вахпетони, Вахпекуте, Сіссетони;
- Центральні (Західні Дакота) — Янктон і Янктонаі;
- Західні (Лакота) — Тетон (Оглала, Брюле, Хункпапа, Міннеконжу, Ітазіпчо, Охенонпа, Сіхасапа).

Центральні та західні сіу, запозичивши в сусідів культуру розведення мустангів, перейшли до кінного способу полюванні на бізонів і змінили традиційну культуру, ставши типовими представниками культури кочових індіанців Великих Рівнин. Східні дакота поєднували елементи кочівництва із землеробством, збиральництвом і рибальством. Громада (тхіошпайе), яка становила табір, включала сім'ї рідних, прийомних і двоюрідних братів (кожна нуклеарная сім'я проживала в тіпі), управлялася вождем (ітанчан) і радою (тіпі ійокіхе). Кілька громад об'єднувалися в підрозділи племені і племена. Для забезпечення порядку в таборі і, особливо, під час полювання призначалися «поліцейські» (акічіта), при перекочовці рухом керували виборні лідери (вакічонза), які також виступали суддями при внутрішніх суперечках. Існували чоловічі та жіночі союзи.

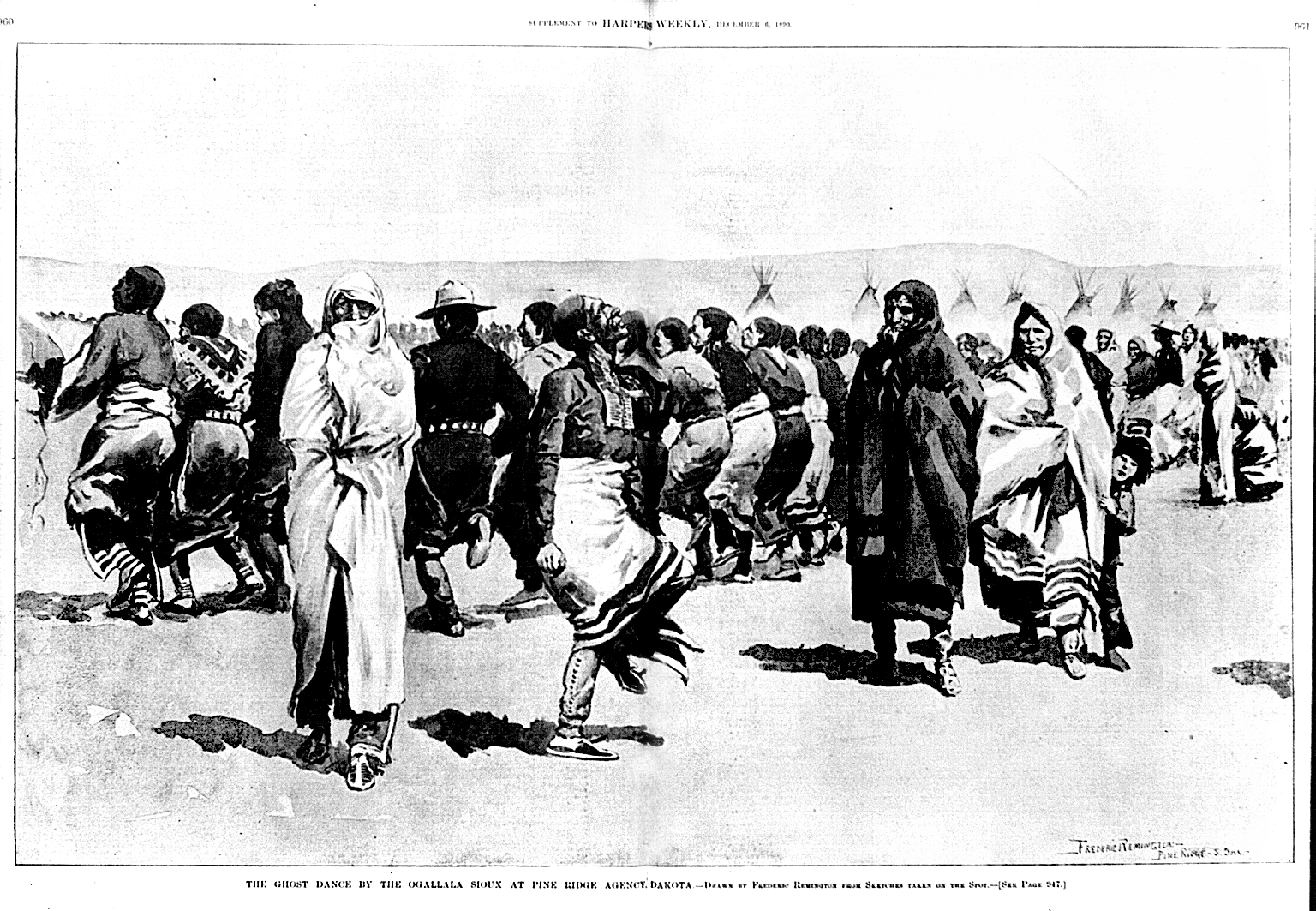
Танець Духа у оглала, 1890 рік

## Релігія
В основі традиційної релігії — віра в безособову силу (вакан-танка) та її прояви (вакан): енергію («те, що рухає»), сонце, місяць, вітер, ураган, камінь, землю тощо. Основний ритуал у західних і центральних дакота — річний Танець Сонця. Сучасні сіу здебільшого є християнами.

## Відносини зі США
Договірні відносини зі США були укладені на початку XIX століття. Порушення цих договорів через захоплення земель білими, винищення бізонів призводили до збройного опору дакота (Повстання сіу — 1862, Війна Червоної Хмари — 1866-1867, Війна за Чорні пагорби 1876-1877). Наприкінці 1870-х років дакота були остаточно переселені в резервації. Месіанський рух Танцю Духів спровокував різанину на струмку Вундед-Ні в 1890 році.
Сучасні дакота в резерваціях зайняті в сільському господарстві, мають доходи з грального бізнесу, здають землі в оренду. Більше половини дакота живуть у великих містах по всій території США. Активно беруть участь у політичних виступах.

## Культура

### Поховальні обряди
У громадах сіу вважали, що дух померлого переходить у потойбічний світ. За традиційними віруваннями вважалося, що ця духовна подорож розпочнеться після закінчення похоронних процедур і поминок протягом чотирьох днів. Родина та друзі брали участь у цих чотириденних поминках, щоб супроводжувати дух до місця відпочинку. Раніше тіла не бальзамували, а клали на поховальне дерево протягом року, перед похованням у землю. Платформа для тіла встановлювалася на дерева або розміщувалася на чотирьох вертикальних стовпах, щоб підняти тіло над землею. Тіла були загорнуті в тканину разом із особистими речами померлих. Мерців завжди клали головою, спрямованою на південь. Члени племені говорили з тілом і пропонували їжу, ніби воно ще живе. Ця практика, разом із Танцем привидів, допомагала людям сумувати та поєднувати дух померлого з тими, хто був живий. Винятком, коли тіло закопували в землю відразу після смерті, була ситуація, коли людину вбивали: померлого клали в землю головою на південь, а обличчям униз разом зі шматочком жиру в роті. 

## Галерея

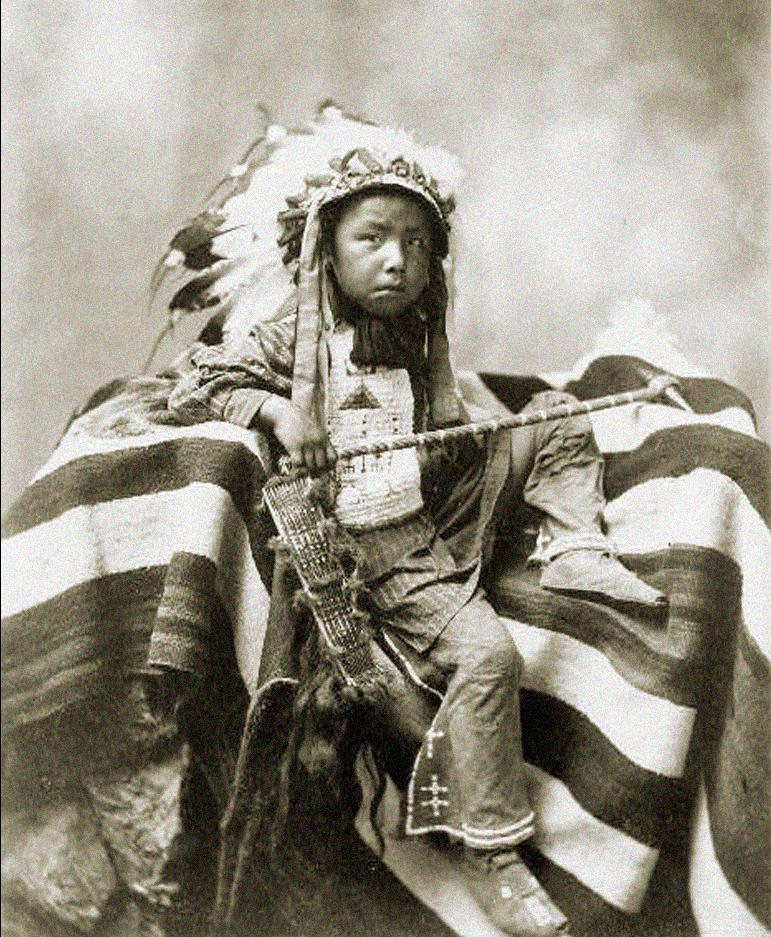
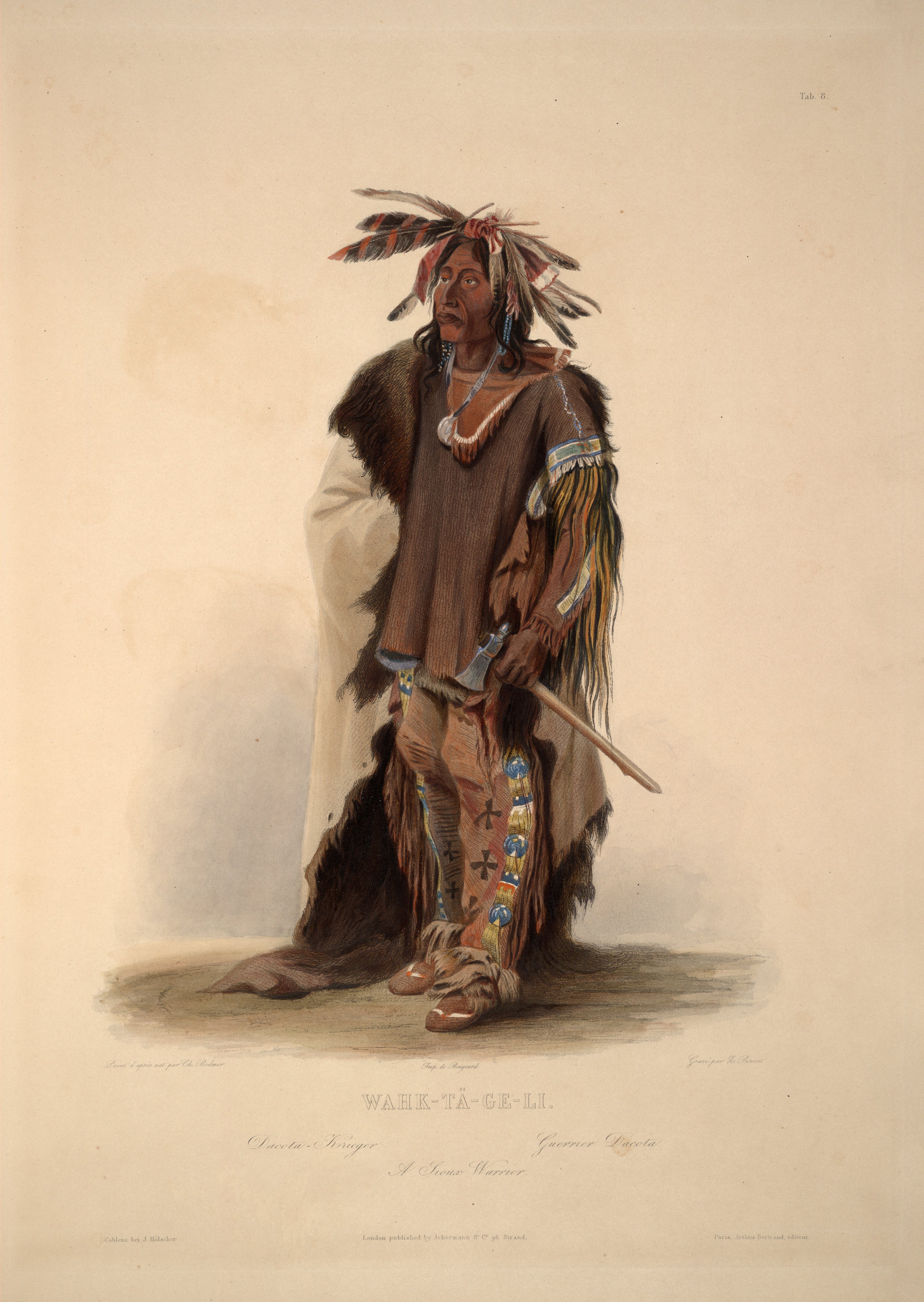
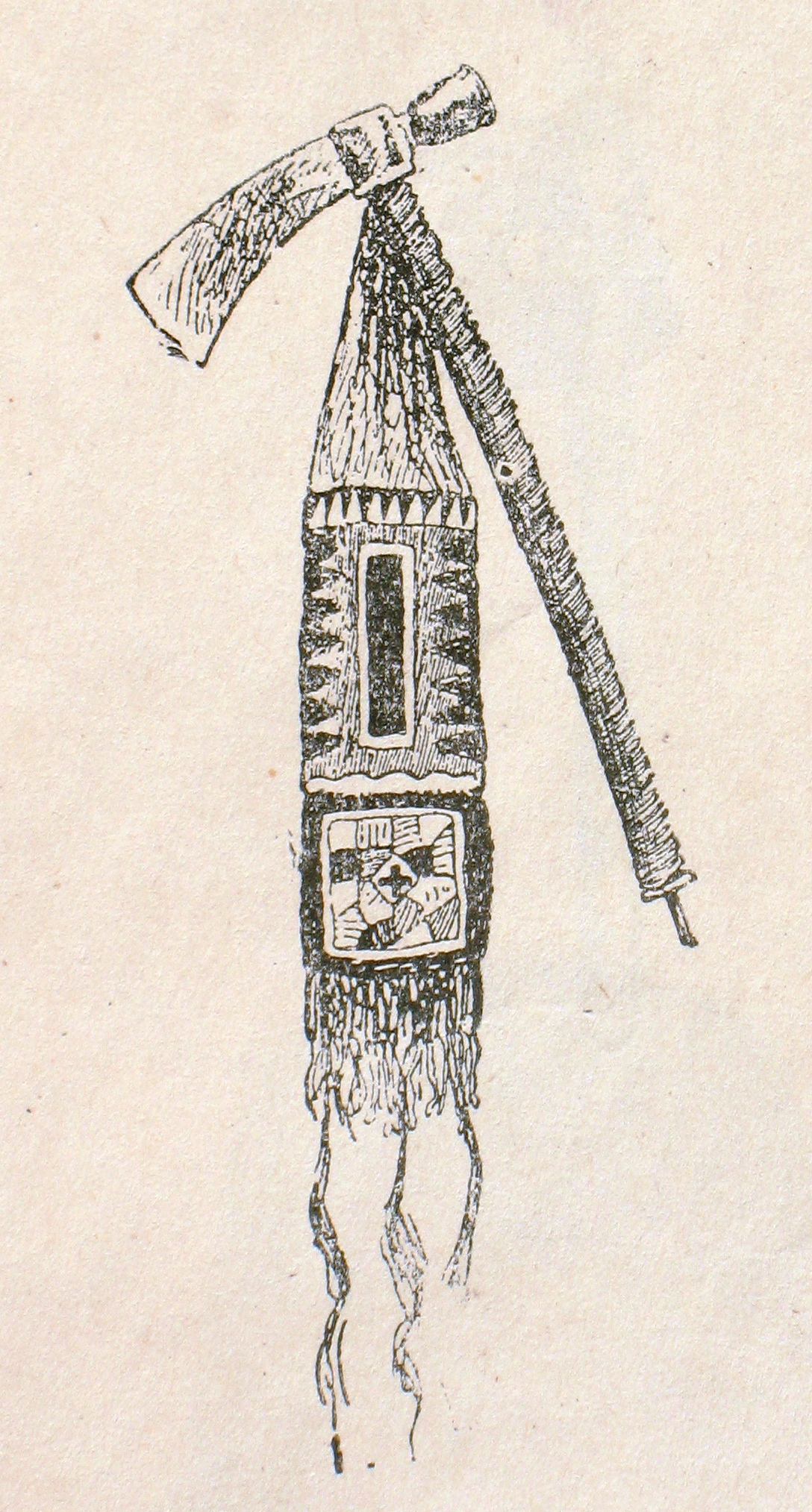
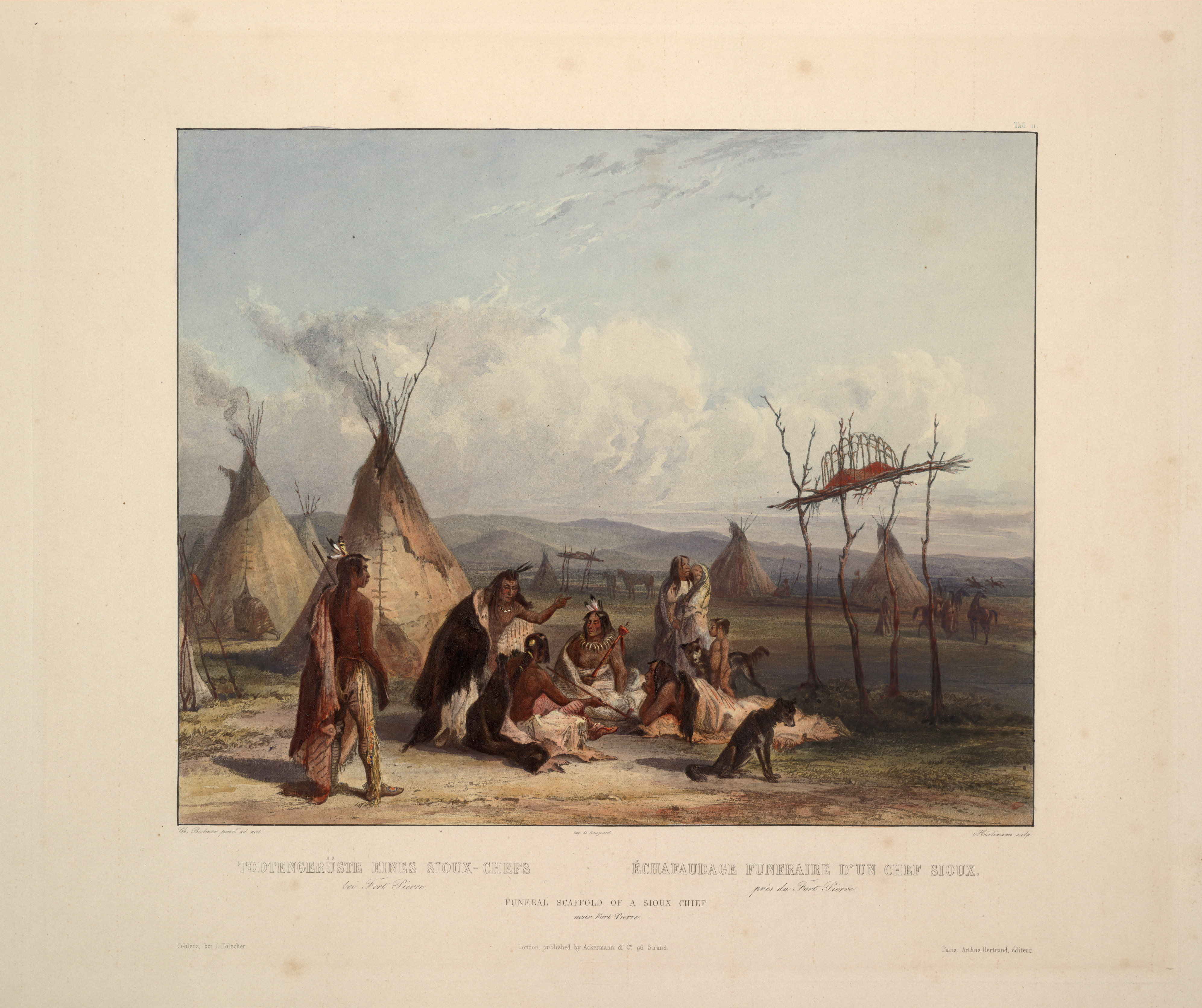
Поховання вождя на похоронному помості